# Platyprosopus
Platyprosopus — род стафилинид из подсемейства Staphylininae.

## Описание
Голова без шейного сужения. Переднегрудь впереди прямо срезанная, лишь с перепончатой каёмкой.

## Систематика
К роду относятся:
- вид: Platyprosopus bagdadensis Stierlin, 1867
- вид: Platyprosopus elongatus Mannerheim, 1830
- вид: Platyprosopus hierichonticus Reiche & Saulcy, 1856